# Cycle solaire 6
Le cycle solaire 6 est le sixième cycle solaire depuis 1755, date du début du suivi intensif de l'activité et des taches solaires. Il a commencé en 1810 et s'est achevé en 1823.